# Ri, Orne
Ri är en kommun i departementet Orne i regionen Normandie i nordvästra Frankrike. Kommunen ligger i kantonen Putanges-Pont-Écrepin som tillhör arrondissementet Argentan. År 2022 hade Ri 157 invånare.

## Befolkningsutveckling
Antalet invånare i kommunen Ri
| Referens: INSEE |

## Personer från Ri
- Jean Eudes, helgon